# Kaspisk snöhöna
Kaspisk snöhöna (Tetraogallus caspius) är en bergslevande fågel i familjen fasanfåglar inom ordningen hönsfåglar. Den förekommer i bergstrakter i västra Asien. Arten minskar i antal men beståndet tros vara livskraftigt.

## Utseende och läte
Kaspisk snöhöna är en stor hönsfågel, mellan 56 och 63 centimeter i längd. På håll ser den jämngrå ut, men är mönstrad i grått, brunt, vitt och svart. Bröstet är blekgrått, den har ett vitt bröst och en vit fläck på halssidan och nacken är mörkgrå. I flykten syns vita vingpennor och undergump. Hanen och honan är lika, men ungfåglarna är något mindre och dovare i färgerna.
Lätet är en ödesmättad vissling, vagt påminnande om storspovens: sooo-looo-leee. Till skillnad från den närbesläktade kaukasiska snöhönan sjunker den inte i tonläge på mot slutet. Ett annat läte är ljudliga och bubblande kacklingar: bak-bak-bak-bak-barrrrr.

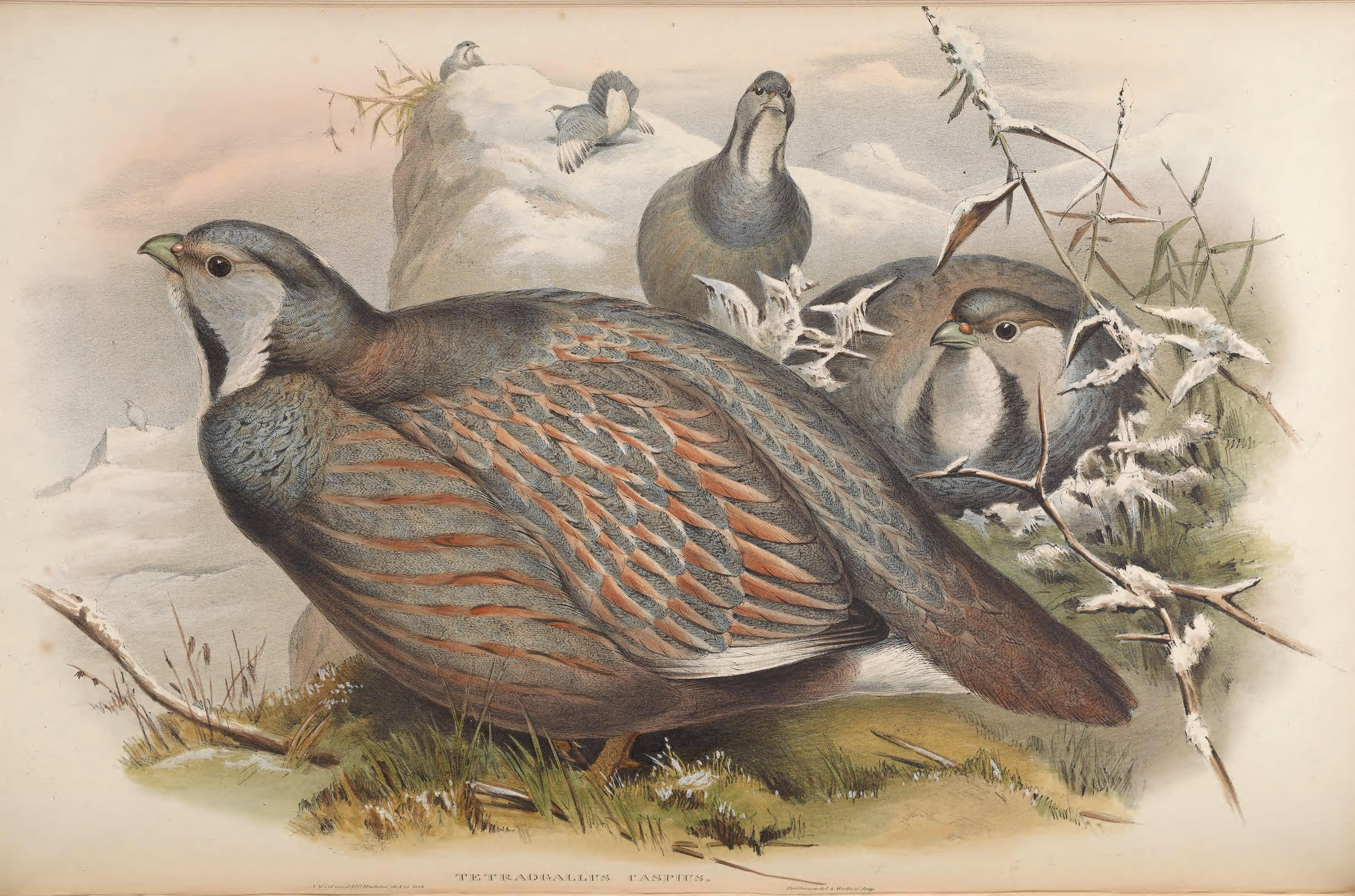

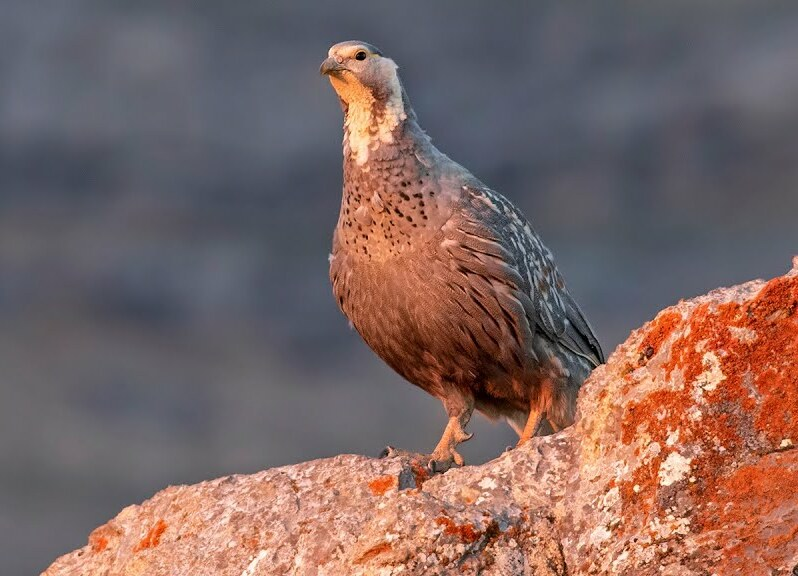

## Utbredning och systematik
Kaspisk snöhöna är mycket närbesläktad med kaukasisk snöhöna. Arten delas in i två underarter med följande utbredning:
- Tetraogallus caspius caspius – förekommer i bergstrakter i östra Turkiet, södra Ryssland och västra Iran
- Tetraogallus caspius semenowtianschanskii – förekommer i bergskedjan Zagros i sydvästra Iran

Vissa urskiljer även underarten tauricus med utbredning i södra och östra Turkiet samt i Armenien.

## Levnadssätt
Kaspisk snöhöna är en bergslevande fågel som vanligtvis häckar från 2 400 meter över havet upp till snögränsen, men kan på vissa ställen gå ner till 1 800 meter eller upp till 4.000 meter. Arten lever av frön och växtdelar. Liksom kaukasisk snöhöna flyger den på morgonen ner från sin sovplats på en högt belägen klippavsats för att födosöka och tar sig långsamt uppför under dagen. Den ses oftast i par eller smågrupper med upp till åtta individer, men på hösten kan den samlas i mycket större grupper med upp till 60 fåglar.
Arten häckar i slutet av april och maj. Den lägger normalt fem till nio lerfärgade ägg i en uppskrapad grop sparsamt fodrad med gräs eller barr och några enstaka fjädrar. Endast honan ruvar äggen, i 28-29 dagar. Det är också endast honan som sedan matar dem.

## Status och hot
Arten har ett stort utbredningsområde, men tros minska i antal, dock inte tillräckligt kraftigt för att den ska betraktas som hotad. IUCN kategoriserar därför arten som livskraftig (LC). I Europa tros det häcka 4 500–10 800 par. Europa antas utgöra 55% av artens utbredningsområde, vilket gör att världspopulationen preliminärt kan uppskattas till mellan 16 000 och 40 000 individer.